# Nerestce
Nerestce (deutsch Nerestetz) ist eine Gemeinde in Tschechien. Sie liegt drei Kilometer südwestlich von Mirovice und gehört zum Okres Písek.

## Geographie
Nerestce befindet sich beiderseits der Skalice im Mittelböhmischen Hügelland. Dolní Nerestce liegt linksseitig und Horní Nerestce rechtsseitig des Flusses. Östlich der Gemeinde verläuft die Staatsstraße I/4 zwischen Prag und Strakonice, durch Horní Nerestce führt die Bahnstrecke Protivín–Zdice. Südöstlich erheben sich der Pahorek (456 m) und die Na Doubravici (466 m), im Südwesten die Hora (522 m) und der Jezvinec (545 m) sowie westlich der Hradec (477 m).
Nachbarorte sind Horosedly im Norden, Lety und Kožlí im Nordosten, Králova Lhota im Osten, Laziště, Nový Dvůr und Krsice im Südosten, Čimelice und Rakovice im Süden, Na Pile, Slavkovická Hora, Pohoří und Slavkovice im Südwesten, Kakovice im Westen sowie Sochovice und Mirovice im Nordwesten.

## Geschichte
Archäologische Funde auf dem Schlossgelände belegen eine Besiedlung des linken Flussufers seit dem 8. und 9. Jahrhundert.
Die erste urkundliche Erwähnung des in der Provinz Bozeň gelegenen Dorfes Neřestce erfolgte 1227 als Besitz des Klosters St. Georg auf der Prager Burg. Für die Herkunft des Ortsnamens bestehen verschiedene Deutungen. Profous leitete ihn von osada neřestníků (Siedlung des Lasters), andere Interpretation gehen eher vom alttschechischen nerast (Keiler) aus. Zwischen 1336 und 1341 ist der königliche Vasall Ubizlaus de Neresticz nachweisbar, dem König Johann von Luxemburg das Privileg zum Goldseifen in der Skalice bei Stěžov, Radětice und Palivo erteilte. Im Jahre 1474 kaufte Jan Tluksa von Vrábí auf Čimelice den Hof und das Dorf Nerestce.
Bis zum Beginn des 17. Jahrhunderts gibt es in den schriftlichen Überlieferungen keine Unterscheidung zwischen Dolní Nerestce und Horní Nerestce. Der Hof Horní Nerestce wurde 1605 erstmals als Besitz des Christoph Günther von Moren erwähnt. Das Gut (Dolní) Nerestce bzw. Čimelické Nerestce war seit 1719 immer mit der Herrschaft Čimelice verbunden, Horní Nerestce bzw. Orlické Nerestce gehörte zu den Besitzungen der Herrschaft Worlik. Besitzer beider Dörfer waren seit 1850 die Fürsten zu Schwarzenberg.
Nach der Aufhebung der Patrimonialherrschaften waren Dolní Nerestce und Horní Nerestce ab 1850 Ortsteile unterschiedlicher Gemeinden in der Bezirkshauptmannschaft Písek und dem Gerichtsbezirk Mirovice. Zwischen 1874 und 1876 entstand die Bahnstrecke Protivín–Zdice.
Dolní Nerestce war bis 1874 ein Ortsteil von Čimelice und bildete danach eine eigene Gemeinde. Horní Nerestce löste sich 1894 von Kakovice los und bildete ebenfalls eine Gemeinde. 1919 schlossen sich beide Dörfer zur Gemeinde Nerestce zusammen.
Nerestce wurde am 1. April 1976 nach Horosedly und am 1. Jänner 1983 mit diesem zusammen nach Mirovice eingemeindet. Beide Ortsteile lösten sich am 24. November 1990 wieder von Mirovice los und schlossen sich erneut zur Gemeinde Nerestce zusammen.

## Gemeindegliederung
Die Gemeinde Nerestce besteht aus den Ortsteilen Dolní Nerestce (Unter Nerestetz) und Horní Nerestce (Ober Nerestetz) sowie den Einschichten Doubravičky, U Vršeckého und Nad Řištinami.

## Sehenswürdigkeiten
- Schloss Dolní Nerestce, die seit dem 13. Jahrhundert bestehende Feste wurde im 16. Jahrhundert von den Rittern Deym von Střitetz zum Renaissanceschloss umgestaltet. Mit dem Anschluss des Gutes an die Herrschaft Čimelice verlor es seine Bedeutung als Herrensitz. Heute dient es als Wohngebäude.
- Dreibögige Steinbrücke über die Skalice, sie erhielt ihre heutige Gestaltung im Empirestil 1814. Auf der 6 m breiten Brücke befinden sich Statuen der hll. Barbara, Maria Magdalena, Wenzel, Ägidius, Veit, Sigismund, Johannes von Nepomuk und Josef, die der Bildhauerhütte von Jan Hammer in Čimelice zurechnet werden. Die Originalfiguren wurden in Čimelice deponiert und sollen künftig durch Kopien ersetzt werden. Der Verkehr auf der Staatsstraße führt heute über eine parallele moderne Straßenbrücke.
- Naturdenkmal Nerestský lom, ehemaliger Kalksteinbruch nördlich von Dolní Nerestce

Sehenswürdigkeiten
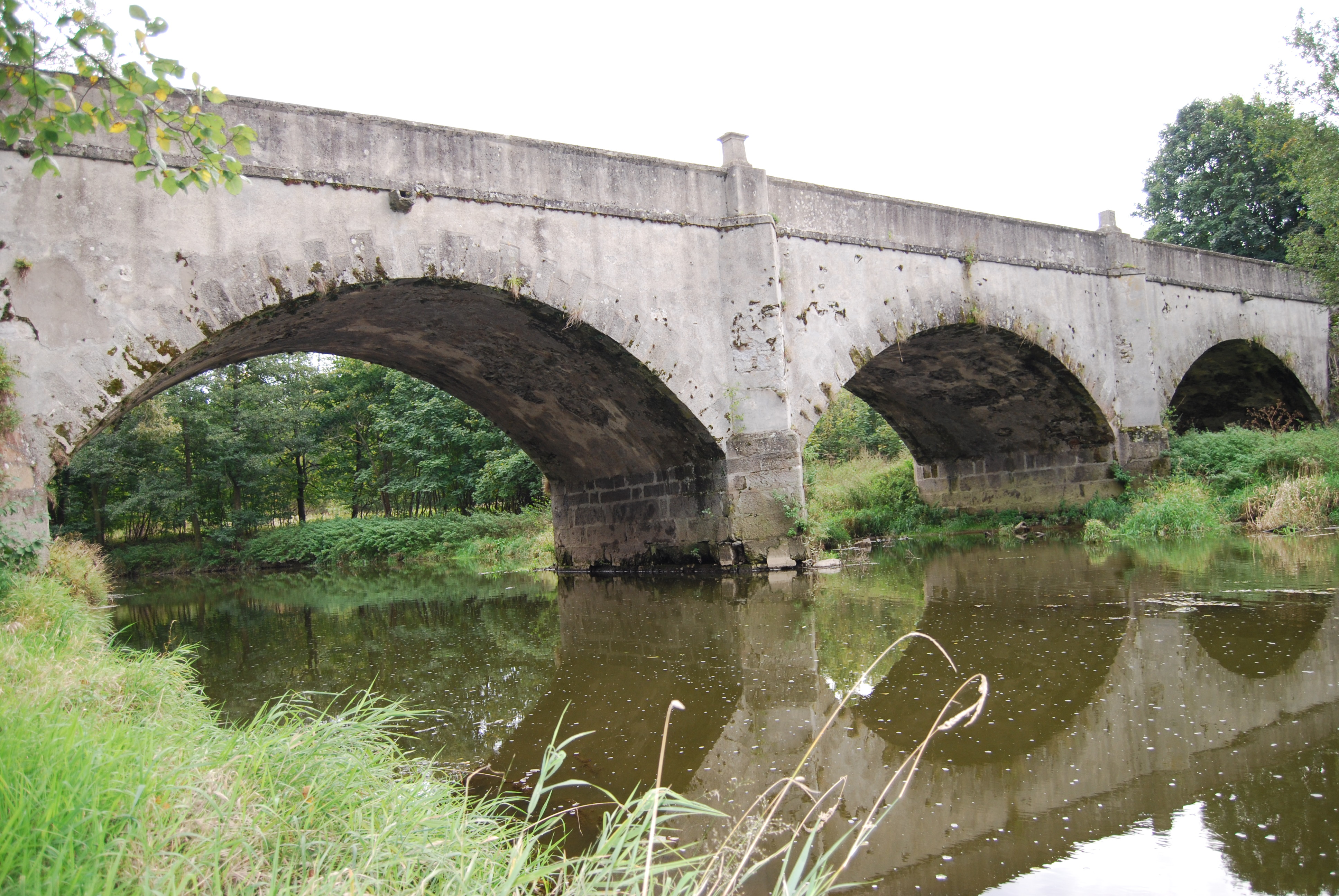
Alte Straßenbrücke über die Skalice
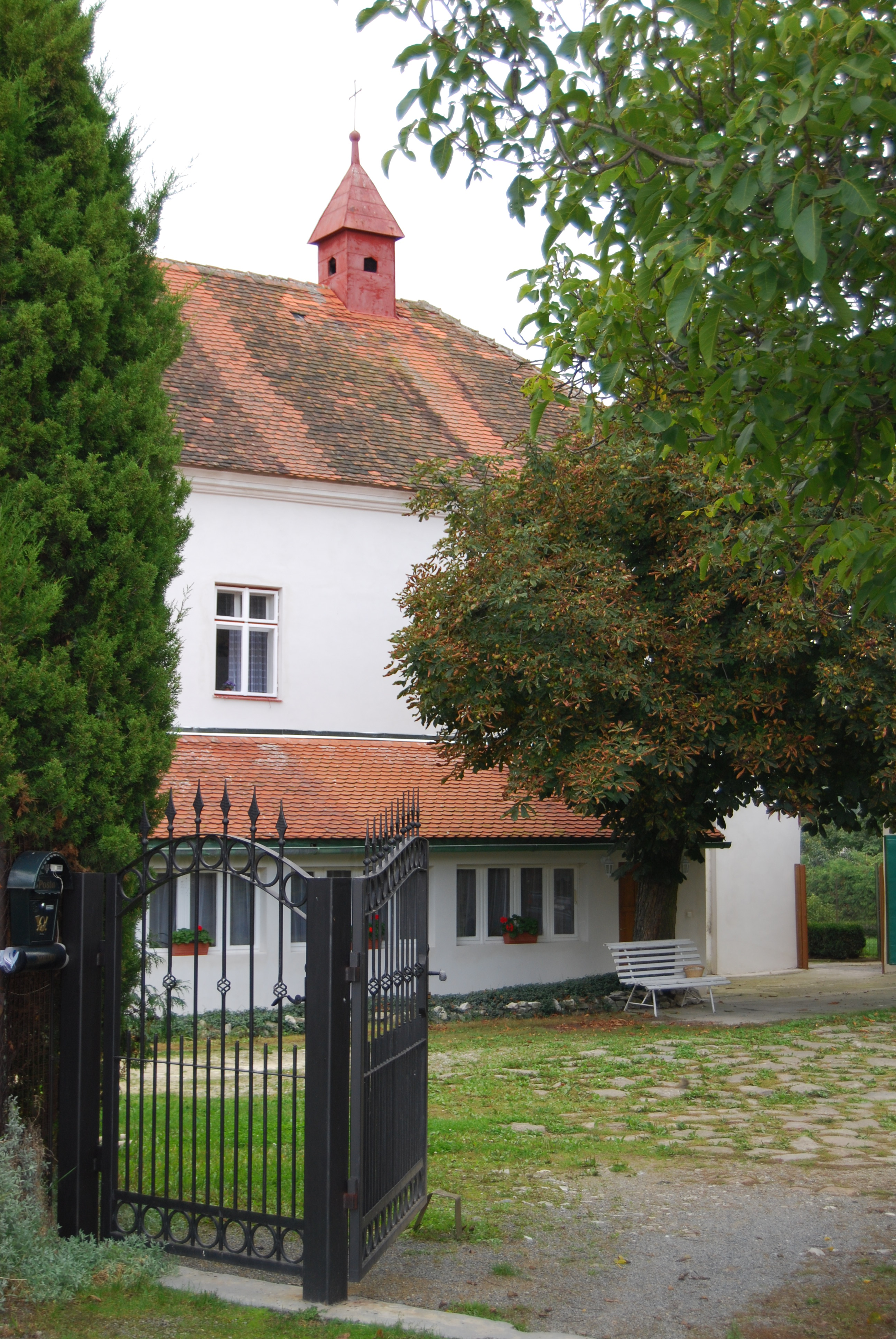
Schloss Dolní Nerestce
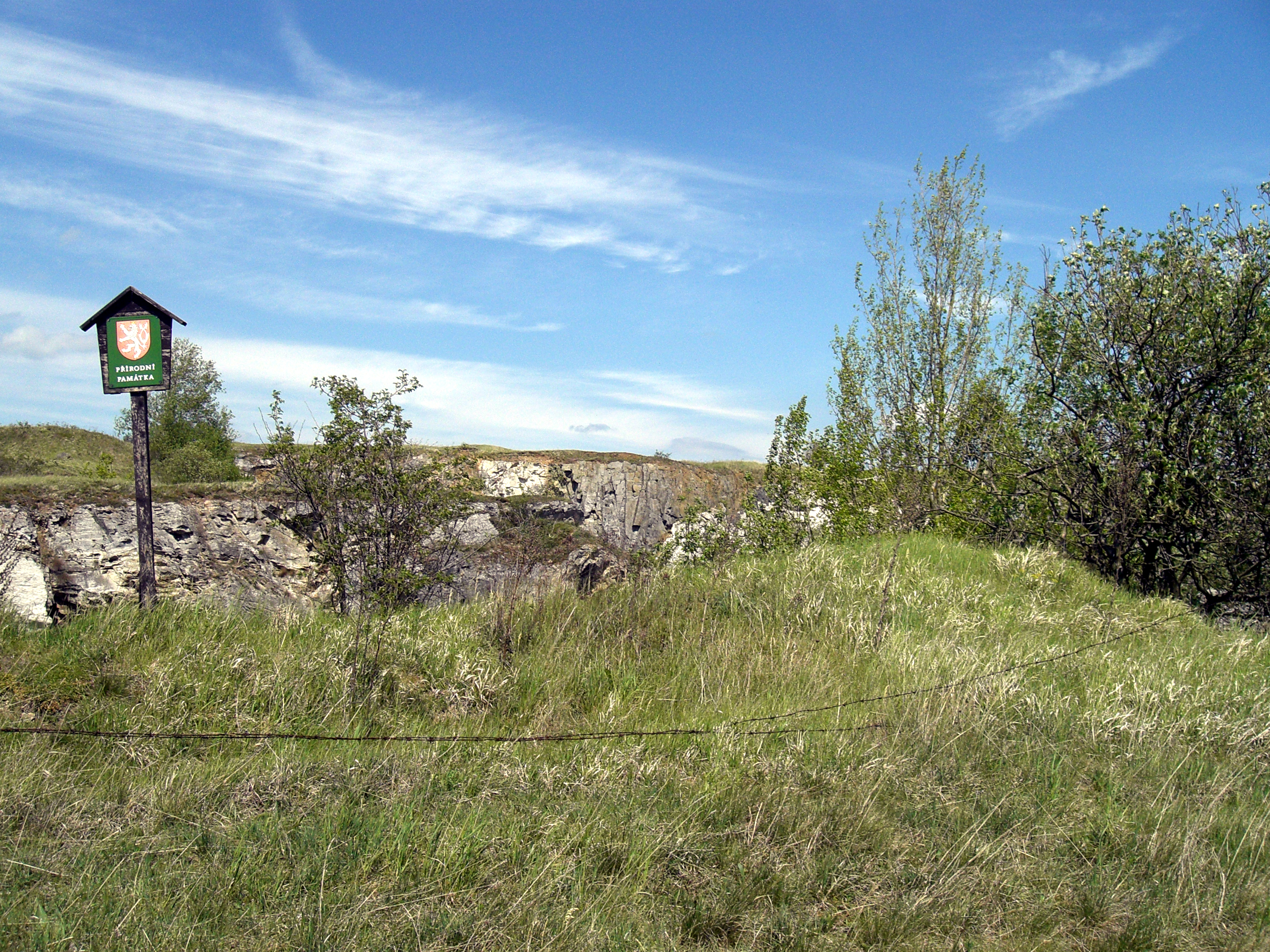
Kalksteinbruch Dolní Nerestce
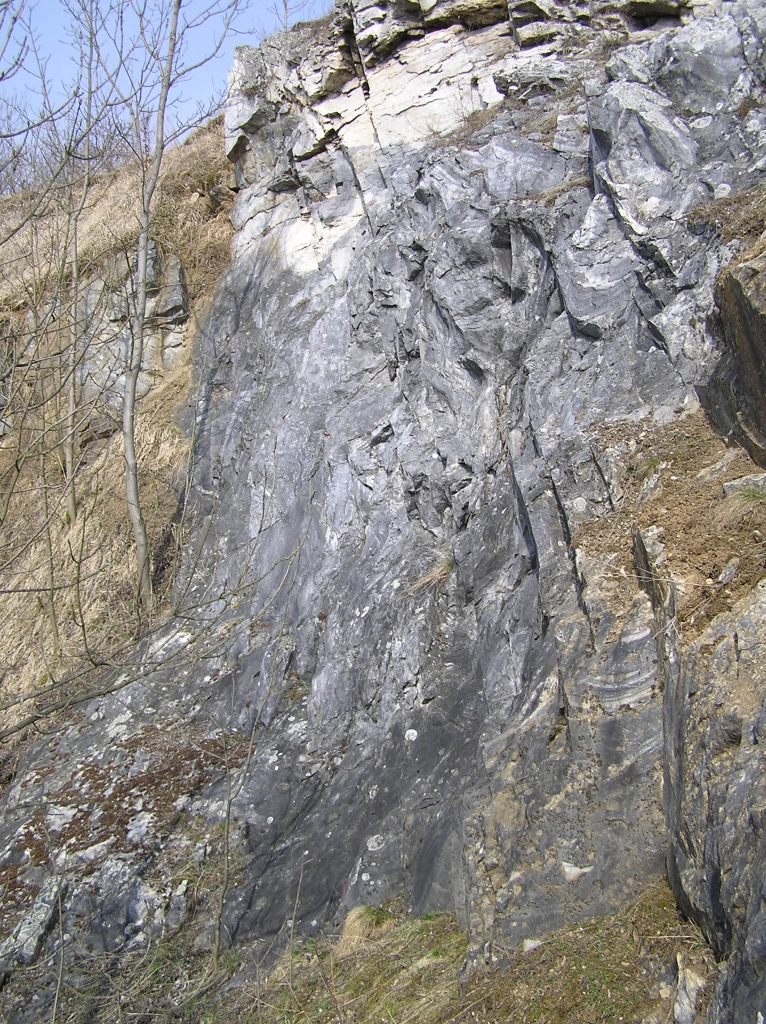
Kalksteinbruch Dolní Nerestce